# Camponotus knysnae
Camponotus knysnae é uma espécie de inseto do gênero Camponotus, pertencente à família Formicidae.